# New rave
La new rave (aussi appelé nu-rave, nu rave, ou neu-rave,,,,) est un genre musical fusionnant des éléments de rock, hip-hop, electro et funk. Il est décrit par The Guardian comme « une riposte disco faite maison à l'indie rock sensible vanté par des groupes comme Bloc Party. »

## Terminologie
Le magazine musical britannique NME est en grande partie responsable de la popularisation du terme en 2006 et 2007, jusqu'à ce qu'il affirme dans des articles publiés au milieu de l'année 2008 que la « new rave est terminée ». Le genre a des connotations de « nouvelle » version de la musique entendue dans les raves, ainsi qu'un jeu de mots sur le terme « new wave ».

## Esthétique
L'esthétique de la scène new rave est similaire à celle de la scène rave d'origine, étant principalement axée sur les effets visuels psychédéliques. Les bâtons lumineux, les néons et autres lumières sont courants, et les adeptes de la scène s'habillent souvent de vêtements extrêmement brillants et fluorescents,. La new rave est définie davantage par l'image et l'esthétique de ses groupes et de ses adeptes que par sa musique. Le chanteur de Trash Fashion, Jet Storm, et l'héroïne de l'electro, Uffie, sont décrits comme les icônes de la scène,.

## Histoire
Klaxons,,,,,, Trash Fashion, New Young Pony Club, Hadouken!, Late of the Pier et Shitdisco sont généralement considérés comme les principaux représentants du genre (bien que certains d'entre eux renient complètement le terme). Le terme est inventé par le fondateur des Klaxons, Jamie Reynolds. Les Klaxons déclarent par la suite qu'ils n étaient pas des new rave, décrivant ce terme comme une « blague qui a échappé à tout contrôle,,. » En réaction à la surmédiatisation du « genre », les Klaxons interdisent l'utilisation de bâtons lumineux lors de leurs concerts en avril 2007, déclarant : « On n'arrêtait pas de nous demander de l'expliquer. L'idée de la new rave était de se moquer des médias en les faisant parler de quelque chose qui n'existait pas, juste pour nous amuser. » Margaret Wappler, critique du Los Angeles Times, commente que « le dance-punk minimaliste de LCD Soundsystem, le classicisme analogique de Simian Mobile Disco, l'electro-thrash fanatique de Justice, l'amalgame international de M.I.A., le funk agité de !!! (Chk Chk Chk) et le disco-sleaze de Cansei de Ser Sexy » ont contribué à l'essor de la « scène new rave », qui a conduit à une redécouverte des rockers indépendants et à une révolution critique et intellectuelle de la dance.

## Critiques
Le son du style rave original est à peine (voire pas du tout) perceptible (à l'exception de quelques lignes de synthétiseurs analogiques typiques) dans la majorité des groupes qualifiés de new rave. Des groupes tels que The Sunshine Underground, CSS (Cansei de Ser Sexy),,, et Hot Chip sont souvent qualifiés de new rave en raison du grand nombre de fans du genre qui les suivent. M.I.A. est décrite comme « une nouvelle rave avant qu'elle ne soit vieille. » Plusieurs déclarent publiquement qu'ils n'avaient rien à voir avec le genre. La styliste Carri Mundane le qualifie d'amusant, déclarant le new rave de « vide de rétro. C'est juste une machine de marketing.... Je suppose que c'était une période amusante, mais je suis plus excitée par ce qui se passe maintenant. Le prochain niveau, la prochaine génération. Il y a une ambiance de néo-spiritualisme et de futurisme qui m'excite. »
La scène new rave peut être considérée comme une construction médiatique, largement proposée par le NME et TRAX, d'autres publications traitant le sujet comme une plaisanterie. La croyance selon laquelle de nombreux groupes associés à la nouvelle scène rave pourraient être associés de manière plus appropriée au genre dance-punk a donné du crédit à ces suggestions, bien que les différences entre les deux genres soient considérées comme mineures et davantage liées à l'esthétique. Le critique John Harris déclare dans le journal The Guardian que le genre n'est rien d'autre qu'un « phénomène supposément merdique » qui sera bientôt démodé de la même manière que la rave.